# The Evil Divide
The Evil Divide è l'ottavo album in studio del gruppo thrash metal statunitense Death Angel, pubblicato nel 2016.

## Tracce
Testi di Mark Osegueda, eccetto dove indicato, musiche di Rob Cavestany.
1. The Moth – 4:38 (testo: Rob Cavestany)
2. Cause for Alarm (featuring Jason Suecof) – 3:22
3. Lost – 4:57
4. Father of Lies – 5:05
5. Hell to Pay – 3:12
6. It Can't Be This – 4:16
7. Hatred United / United Hate (featuring Andreas Kisser) – 5:17
8. Breakaway – 4:01
9. The Electric Cell – 4:38
10. Let the Pieces Fall – 5:47

Bonus track - Edizione limitata digipak
1. Wasteland (The Mission cover) – 5:18 (testo: Wayne Hussey – musica: The Mission)

## Formazione
- Mark Osegueda – voce
- Rob Cavestany – chitarra, cori
- Ted Aguilar – chitarra
- Damien Sisson – basso
- Will Carroll – batteria